# Gaubitsch
Gaubitsch ist eine Gemeinde mit 934 Einwohnern (Stand 1. Jänner 2025) im Bezirk Mistelbach in Niederösterreich. Von 1972 bis Ende 1994 war Gaubitsch Teil der kurzlebigen Gemeinde Gartenbrunn.

## Geografie
Die Gemeinde Gaubitsch liegt im nördlichen Weinviertel in Niederösterreich, acht Kilometer südlich von Laa an der Thaya am Rand des Hügellandes, das die Laaer Ebene im Süden begrenzt. Die Fläche der Gemeinde umfasst 22,47 Quadratkilometer. 3,47 Prozent der Fläche sind bewaldet.

### Gemeindegliederung
Das Gemeindegebiet umfasst folgende drei Ortschaften (in Klammern Einwohnerzahl Stand 1. Jänner 2025):
- Altenmarkt (185)
- Gaubitsch (421)
- Kleinbaumgarten (328)

Die Gemeinde besteht aus den Katastralgemeinden Altenmarkt, Gaubitsch und Kleinbaumgarten.
Die Gemeinde gehört zur Kleinregion Land um Laa.
Im Zuge der Niederösterreichischen Kommunalstrukturverbesserung wurden mit 1. Jänner 1970 die ehemals eigenständigen Gemeinden Altenmarkt und Kleinbaumgarten nach Gaubitsch eingemeindet.
Am 1. Jänner 1972 wurden Gaubitsch und Unterstinkenbrunn zur Gemeinde Gartenbrunn vereinigt. Mit 1. Jänner 1995 wurde die Zusammenlegung rückgängig gemacht.

### Nachbargemeinden
| Unterstinkenbrunn | Laa an der Thaya                            |          |
|                   | Kompassrose, die auf Nachbargemeinden zeigt | Fallbach |
| Stronsdorf        | Gnadendorf                                  |          |

## Geschichte
Der Raum weist eine neolithische und latènezeitliche Besiedlung auf, der Ort Gaubitsch wurde 1055 erstmals urkundlich erwähnt. Die Kirche, die sich auf einem Hügel in der Mitte der Ortschaft befindet, ist die älteste der Umgebung. Ihr Glockenturm wurde in Kriegszeiten mehrmals zerstört. Das Alter der Gemeinde Gaubitsch reicht bis in das 11. Jahrhundert zurück – 1055 erschien in einer Schenkungsurkunde Kaiser Heinrichs III. der Ort als „villa Gevvatisprunnen“ oder „Gouuazesbrunnen“, 1147 als „Gawats“ nach dem slawischen Personennamen für „Schmied“.
Laut Adressbuch von Österreich waren im Jahr 1938 in der Ortsgemeinde Gaubitsch ein Arzt, ein Bäcker, ein Baumeister, ein Binder, zwei Fleischer, ein Friseur, zwei Gastwirte, zwei Gemischtwarenhändler, ein Glaser, eine Hebamme, ein Maurermeister, zwei Schmiede, zwei Schuster, ein Tischler, zwei Wagner und ein Zimmermeister ansässig. Außerdem gab es eine Kinder-Bewahranstalt der Missionsgesellschaft Regina Apostolorinnen.
In den letzten Tagen des Zweiten Weltkriegs, zwischen 18. April und 8. Mai 1945, wurde Gaubitsch Schauplatz heftiger und wechselvoller Kämpfe zwischen Truppen der Wehrmacht und der Roten Armee, bei denen rund 40 % der Ortschaft zerstört wurden. Mehrere Zivilisten kamen dabei ums Leben. In Kleinbaumgarten fanden Infanteriegefechte mit Granatwerfereinsatz statt, wobei fünf Zivilpersonen getötet wurden.

### Einwohnerentwicklung
Von 1981 bis 2001 waren sowohl die Geburtenbilanz als auch die Wanderungsbilanz positiv. Von 2001 bis 2011 gab es eine starke Abwanderung.
| Gaubitsch: Einwohnerzahlen von 1869 bis 2025        | Gaubitsch: Einwohnerzahlen von 1869 bis 2025 | Gaubitsch: Einwohnerzahlen von 1869 bis 2025 | Gaubitsch: Einwohnerzahlen von 1869 bis 2025 | Gaubitsch: Einwohnerzahlen von 1869 bis 2025 |
| --------------------------------------------------- | -------------------------------------------- | -------------------------------------------- | -------------------------------------------- | -------------------------------------------- |
| Jahr                                                |                                              |                                              |                                              | Einwohner                                    |
| 1869                                                | 1869                                         |                                              | 1.106                                        | 1.106                                        |
| 1880                                                | 1880                                         |                                              | 1.076                                        | 1.076                                        |
| 1890                                                | 1890                                         |                                              | 1.117                                        | 1.117                                        |
| 1900                                                | 1900                                         |                                              | 1.096                                        | 1.096                                        |
| 1910                                                | 1910                                         |                                              | 1.092                                        | 1.092                                        |
| 1923                                                | 1923                                         |                                              | 1.096                                        | 1.096                                        |
| 1934                                                | 1934                                         |                                              | 1.039                                        | 1.039                                        |
| 1939                                                | 1939                                         |                                              | 1.024                                        | 1.024                                        |
| 1951                                                | 1951                                         |                                              | 1.016                                        | 1.016                                        |
| 1961                                                | 1961                                         |                                              | 912                                          | 912                                          |
| 1971                                                | 1971                                         |                                              | 911                                          | 911                                          |
| 1981                                                | 1981                                         |                                              | 873                                          | 873                                          |
| 1991                                                | 1991                                         |                                              | 884                                          | 884                                          |
| 2001                                                | 2001                                         |                                              | 937                                          | 937                                          |
| 2011                                                | 2011                                         |                                              | 886                                          | 886                                          |
| 2021                                                | 2021                                         |                                              | 881                                          | 881                                          |
| 2025                                                | 2025                                         |                                              | 934                                          | 934                                          |
| Quelle(n): Statistik Austria, Gebietsstand 1.1.2021 |                                              |                                              |                                              |                                              |

## Kultur und Sehenswürdigkeiten

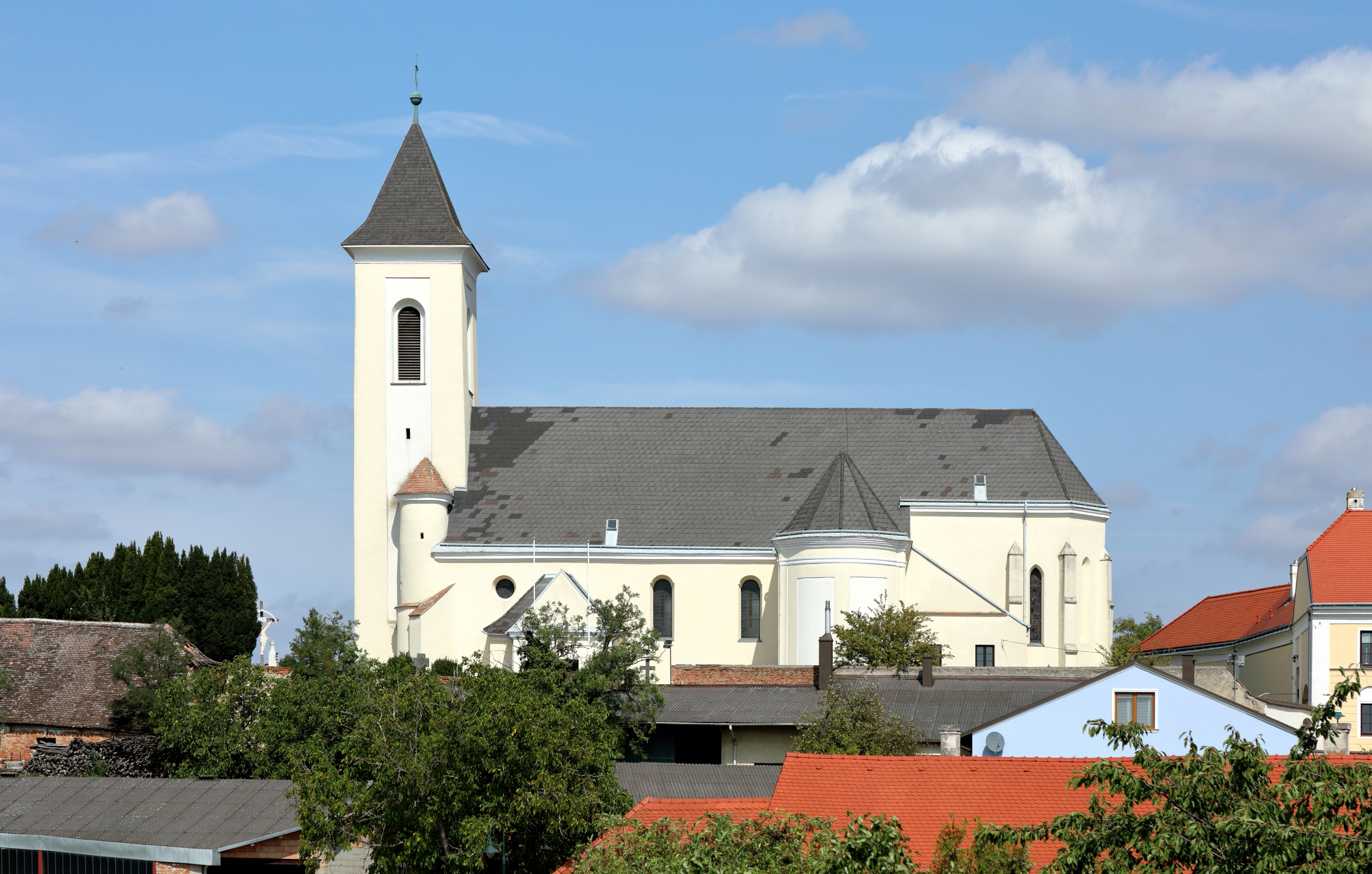
Pfarrkirche Gaubitsch

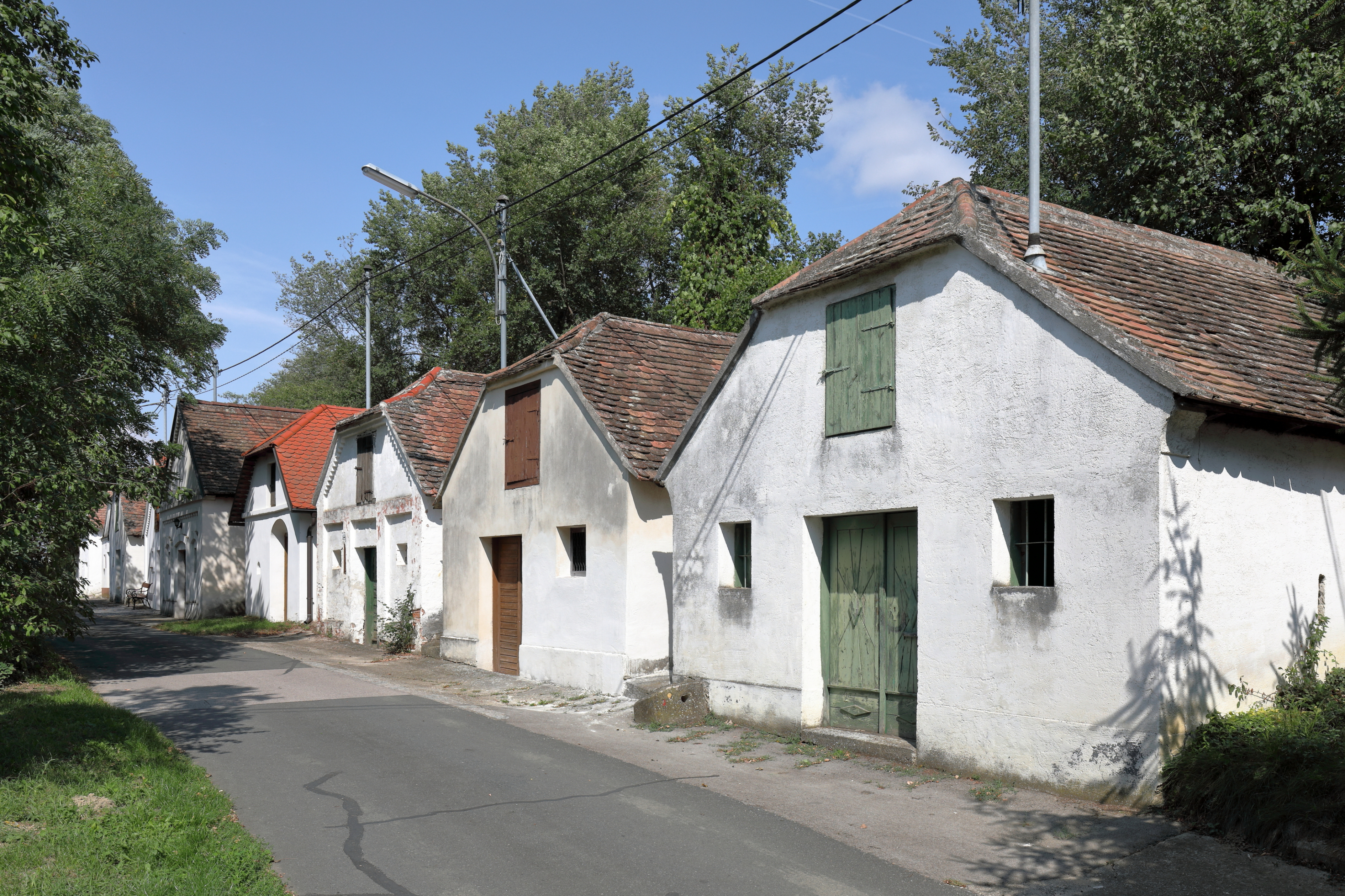
Kellergasse Bergzeile

- Katholische Pfarrkirche Gaubitsch hl. Stephanus: Bei der Pfarrkirche mit einem im Kern romanischen (13. Jahrhundert) Gebäude mit gotischem (14. Jahrhundert) Chor handelt es sich um eine bedeutende Mutterpfarre der Region.
- Vierkopfpfeiler im Ortszentrum: der gotische Tabernakelpfeiler aus Zogelsdorfer Sandstein wurde 1504 errichtet und vom Dorfrichter Wolfgang Trautmann gestiftet. Vierkopfpfeiler waren meist an Weggabelungen aufgestellt, und mit den vier Köpfen wurden die Stände Bauer, Bürger, König und Geistlicher versinnbildlicht dargestellt, wobei der Kopf des Geistlichen in Richtung Süden, nach Rom, zeigte.[8]
- In der Gemeinde befinden sich drei bemerkenswerte spätgotische Lichtsäulen aus der zweiten Hälfte des 15. Jahrhunderts. Eine befindet sich bei Haus Nr. 7 (bezeichnet 1487), die zweite an der südlichen Einfahrtsstraße (bezeichnet 1507) und die dritte an der Straße nach Gnadendorf bereits außerhalb des Ortes. An der erstgenannten sind am Kapitell Abwehrköpfe angebracht, welche vermutlich „böse Kräfte“ abhalten sollten.

Theater
- Bühne Aktiv: Es gibt im Ort den Theaterverein Bühne Aktiv, der im Jahre 1984 gegründet und 2011 mehrfach ausgezeichnet wurde[9].

## Wirtschaft und Infrastruktur
Nichtlandwirtschaftliche Arbeitsstätten gab es im Jahr 2001 21, land- und forstwirtschaftliche Betriebe nach der Erhebung 1999 68. Die Zahl der Erwerbstätigen am Wohnort betrug nach der Volkszählung 2001 426. Die Erwerbsquote lag 2001 bei 46,42 Prozent.

### Bildung
In Gaubitsch befinden sich ein Kindergarten und eine Volksschule.

### Sicherheit

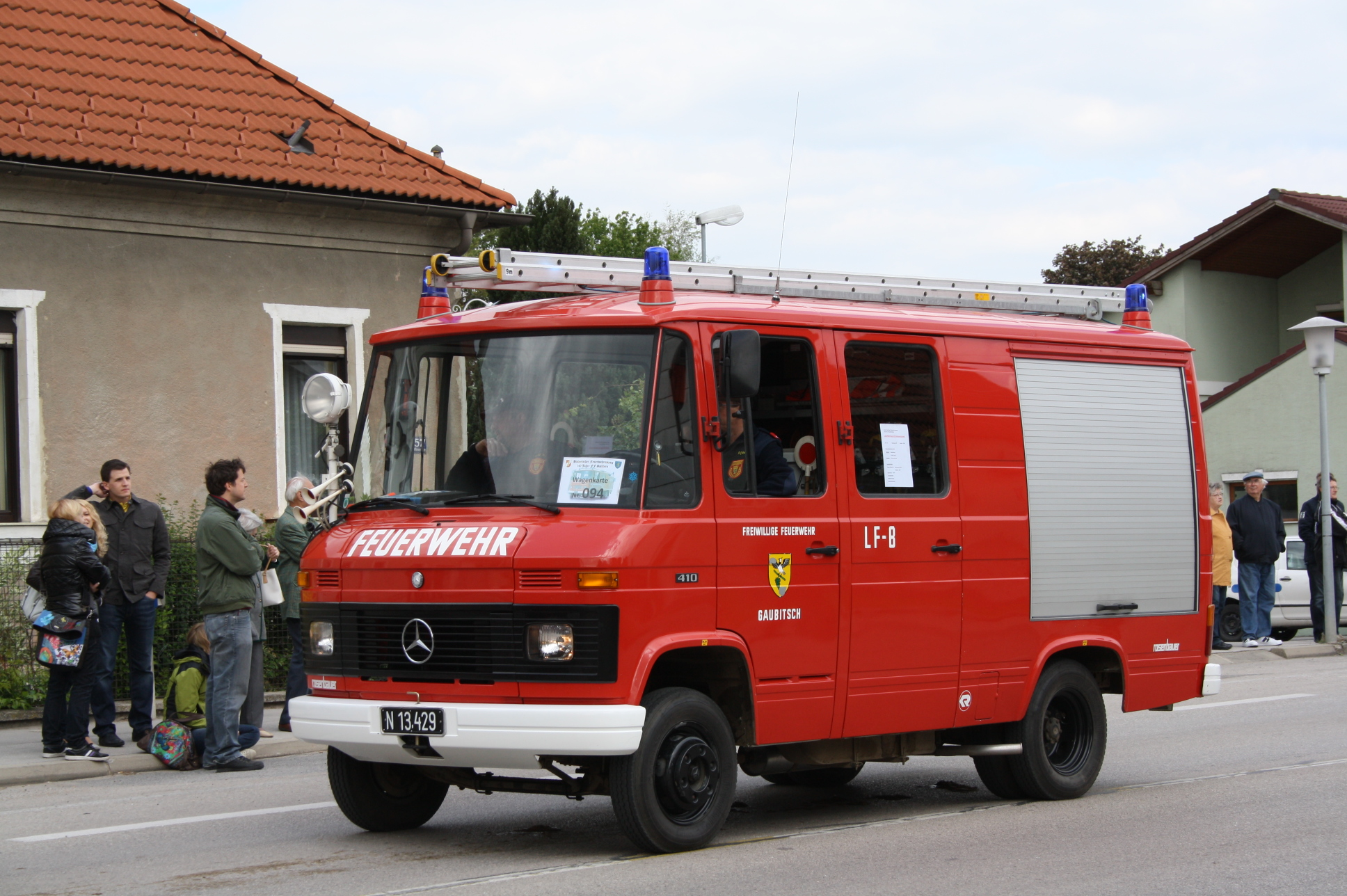
Feuerwehr

- Freiwillige Feuerwehr Gaubitsch

## Politik

### Gemeinderat
Der Gemeinderat hat 15 Mitglieder.
- Gemeinderatswahlen in Niederösterreich 1990: ÖVP 13, SPÖ 2.
- Gemeinderatswahlen in Niederösterreich 1995: ÖVP 14, SPÖ 1.[12]
- Gemeinderatswahlen in Niederösterreich 2000: ÖVP 14, SPÖ 1.[13]
- Gemeinderatswahlen in Niederösterreich 2005: ÖVP 14, SPÖ 1.[14]
- Gemeinderatswahlen in Niederösterreich 2010: ÖVP 14, SPÖ 1.[15]
- Gemeinderatswahlen in Niederösterreich 2015: ÖVP 13, SPÖ 2.[16]
- Gemeinderatswahlen in Niederösterreich 2020: ÖVP 14, SPÖ 1.[17]
- Gemeinderatswahlen in Niederösterreich 2025: ÖVP 13, SPÖ 2.[1]

### Bürgermeister
- 1936–1938 Georg Seidl
- bis 2010 Hubert Krieger (ÖVP)
- 2010–2022 Alois Mareiner (ÖVP)
- seit 2022 Franz Popp (ÖVP)[18]

## Persönlichkeiten
- Georg Seidl (1896–1968), Politiker, Nationalratsabgeordneter und Bürgermeister von Gaubitsch
- Augustinus Kurt Fenz (* 1935), Mönch und Theologe